# حصار كاستلنوفو
كان حصار كاستلنوفو بمثابة اشتباك حدث خلال الحروب العثمانية الهابسبورغية من أجل السيطرة على البحر الأبيض المتوسط، والذي حدث في يوليو 1539 في بلدة كاستلنوفو المسورة(حاليا في هرسك نوفي، الجبل الأسود).